# Crispin Grey-Johnson
Crispin Grey-Johnson (né le 7 décembre 1946) est un diplomate et homme politique gambien. Il est ministre des Affaires étrangères du 15 septembre 2007 au 26 mars 2008.
De 1997 à 1999, il est ambassadeur de son pays aux États-Unis, au Brésil, au Venezuela et est le haut commissaire pour le Canada, puis de 1999 à 2002, ambassadeur en Côte d'Ivoire et au Liberia ainsi que haut commissaire pour la Sierra Leone.
Le 12 mars 2002, il devient ambassadeur aux Nations unies jusqu'à sa nomination le 22 février 2007 comme ministre de l'Enseignement supérieur, de la Recherche, de la Science et de la Technologie. Le 19 septembre 2007, il devient ministre des Affaires étrangères.
Le 26 mars 2008, il devient ministre de l'Enseignement supérieur.